# Mewa lodowa
Mewa lodowa (Larus glaucescens) – gatunek dużego ptaka z podrodziny mew (Larinae) w rodzinie mewowatych (Laridae). Występuje w północnej części Pacyfiku, wzdłuż wybrzeży Ameryki Północnej od Waszyngtonu przez Alaskę do wschodnich wybrzeży Azji. Hybrydyzuje z innymi, współwystępującymi gatunkami mew, m.in. z mewą zachodnią (Larus occidentalis), tworząc płodne mieszańce. Gatunek wszystkożerny, pokarm zdobywa w morzu, na wybrzeżu jak i na lądzie. Pokarm zdobywa aktywnie polując na ryby i bezkręgowce morskie, pisklęta i jaja innych ptaków, odbierając zdobycz innym zwierzętom, żeruje także na padlinie oraz na odpadkach z gospodarstw ludzkich. Jest gatunkiem synantropijnym. IUCN sklasyfikowała mewę lodową jako gatunek najmniejszej troski (LC), trend liczebności populacji uznaje się za wzrostowy.

## Taksonomia
Gatunek ten formalnie opisał Johann Friedrich Naumann w 1840 roku, nadając mu nazwę Larus glaucescens. Autor wskazał na miejsce typowe Amerykę Północną. Mewa lodowa jest blisko spokrewniona z mewą bladą (L. hyperboreus) i mewą srebrzystą (L. argentatus). Inna spokrewniona mewa, mewa zachodnia (L. occidentalis), często krzyżuje się z mewą lodową w południowej Kolumbii Brytyjskiej, Oregonie i Waszyngtonie. L. glaucescens często także się krzyżuje z mewą srebrzystą i bladą. 
W polskim piśmiennictwie gatunek jest znany pod nazwą: mewa lodowa.
Mewa lodowa to gatunek monotypowy.
Skamieniałości gatunku znajdywano w osadach późnego plejstocenu na Alasce i w Kalifornii.

### Etymologia
- łac. Larus = „drapieżny ptak morski”, prawdopodobnie mewa[11]
- nowołac. glaucescens = siny, sinawy; od greckiego glaukos = siny, niebieskawoszary[12]

### Filogeneza
Jedną z hipotez wyjaśniających utrzymywanie się stałej strefy hybrydyzacji mew zachodnich i mew lodowych była heterozja (bujność mieszańców). 
Badania mtDNA (cytochromu b oraz regionu kontrolnego) przeprowadzone na 53 gatunkach mew ujawniły pokrewieństwo między gatunkami tych morskich ptaków. Okazuje się, że mewa lodowa jest najbliżej spokrewniona z mewą bladą (L. hyperboreus), będąc tym samym gatunkiem do niej siostrzanym, mewa srebrzysta natomiast jest bliżej spokrewniona z mewą białogłową (L. cachinnans). Poniższy wyrywek kladogramu prezentuje pokrewieństwa L. glaucescens oraz innych ptaków z rodzaju Larus:
|  | L. armenicus                |
|  |                             |
|  | L. marinus + L. michahellis |
|  |                             |

|  | L. glaucescens |
|  |                |
|  | L. hyperboreus |
|  |                |

|  | L. thayeri*                     |
|  |                                 |
|  | L. glaucoides + L. schistisagus |
|  |                                 |

|  | L. glaucescens |
|  |                |
|  | L. hyperboreus |
|  |                |

|  | L. thayeri*                     |
|  |                                 |
|  | L. glaucoides + L. schistisagus |
|  |                                 |

|  | L. glaucescens |
|  |                |
|  | L. hyperboreus |
|  |                |

|  | L. thayeri*                     |
|  |                                 |
|  | L. glaucoides + L. schistisagus |
|  |                                 |

|  | L. glaucescens |
|  |                |
|  | L. hyperboreus |
|  |                |

|  | L. thayeri*                     |
|  |                                 |
|  | L. glaucoides + L. schistisagus |
|  |                                 |

|  | L. glaucescens |
|  |                |
|  | L. hyperboreus |
|  |                |

|  | L. thayeri*                     |
|  |                                 |
|  | L. glaucoides + L. schistisagus |
|  |                                 |

|  | L. glaucescens |
|  |                |
|  | L. hyperboreus |
|  |                |

|  | L. thayeri*                     |
|  |                                 |
|  | L. glaucoides + L. schistisagus |
|  |                                 |

|  | L. glaucescens |
|  |                |
|  | L. hyperboreus |
|  |                |

|  | L. thayeri*                     |
|  |                                 |
|  | L. glaucoides + L. schistisagus |
|  |                                 |

|  | L. glaucescens |
|  |                |
|  | L. hyperboreus |
|  |                |

|  | L. thayeri*                     |
|  |                                 |
|  | L. glaucoides + L. schistisagus |
|  |                                 |

|  | L. glaucescens |
|  |                |
|  | L. hyperboreus |
|  |                |

|  | L. thayeri*                     |
|  |                                 |
|  | L. glaucoides + L. schistisagus |
|  |                                 |

|  | L. glaucescens |
|  |                |
|  | L. hyperboreus |
|  |                |

|  | L. thayeri*                     |
|  |                                 |
|  | L. glaucoides + L. schistisagus |
|  |                                 |

|  | L. glaucescens |
|  |                |
|  | L. hyperboreus |
|  |                |

|  | L. thayeri*                     |
|  |                                 |
|  | L. glaucoides + L. schistisagus |
|  |                                 |

|  | L. glaucescens |
|  |                |
|  | L. hyperboreus |
|  |                |

|  | L. thayeri*                     |
|  |                                 |
|  | L. glaucoides + L. schistisagus |
|  |                                 |

|  | L. glaucescens |
|  |                |
|  | L. hyperboreus |
|  |                |

|  | L. thayeri*                     |
|  |                                 |
|  | L. glaucoides + L. schistisagus |
|  |                                 |

|  | L. glaucescens |
|  |                |
|  | L. hyperboreus |
|  |                |

|  | L. thayeri*                     |
|  |                                 |
|  | L. glaucoides + L. schistisagus |
|  |                                 |

|  | L. glaucescens |
|  |                |
|  | L. hyperboreus |
|  |                |

|  | L. thayeri*                     |
|  |                                 |
|  | L. glaucoides + L. schistisagus |
|  |                                 |

|  | L. glaucescens |
|  |                |
|  | L. hyperboreus |
|  |                |

|  | L. thayeri*                     |
|  |                                 |
|  | L. glaucoides + L. schistisagus |
|  |                                 |

|  | L. glaucescens |
|  |                |
|  | L. hyperboreus |
|  |                |

|  | L. thayeri*                     |
|  |                                 |
|  | L. glaucoides + L. schistisagus |
|  |                                 |

|  | L. glaucescens |
|  |                |
|  | L. hyperboreus |
|  |                |

|  | L. thayeri*                     |
|  |                                 |
|  | L. glaucoides + L. schistisagus |
|  |                                 |

|  | L. glaucescens |
|  |                |
|  | L. hyperboreus |
|  |                |

|  | L. thayeri*                     |
|  |                                 |
|  | L. glaucoides + L. schistisagus |
|  |                                 |

|  | L. glaucescens |
|  |                |
|  | L. hyperboreus |
|  |                |

|  | L. thayeri*                     |
|  |                                 |
|  | L. glaucoides + L. schistisagus |
|  |                                 |

|  | L. glaucescens |
|  |                |
|  | L. hyperboreus |
|  |                |

|  | L. thayeri*                     |
|  |                                 |
|  | L. glaucoides + L. schistisagus |
|  |                                 |

|  | L. glaucescens |
|  |                |
|  | L. hyperboreus |
|  |                |

|  | L. thayeri*                     |
|  |                                 |
|  | L. glaucoides + L. schistisagus |
|  |                                 |

|  | L. glaucescens |
|  |                |
|  | L. hyperboreus |
|  |                |

|  | L. thayeri*                     |
|  |                                 |
|  | L. glaucoides + L. schistisagus |
|  |                                 |

|  | L. glaucescens |
|  |                |
|  | L. hyperboreus |
|  |                |

|  | L. thayeri*                     |
|  |                                 |
|  | L. glaucoides + L. schistisagus |
|  |                                 |

|  | L. glaucescens |
|  |                |
|  | L. hyperboreus |
|  |                |

|  | L. thayeri*                     |
|  |                                 |
|  | L. glaucoides + L. schistisagus |
|  |                                 |

|  | L. glaucescens |
|  |                |
|  | L. hyperboreus |
|  |                |

|  | L. thayeri*                     |
|  |                                 |
|  | L. glaucoides + L. schistisagus |
|  |                                 |

|  | L. glaucescens |
|  |                |
|  | L. hyperboreus |
|  |                |

|  | L. thayeri*                     |
|  |                                 |
|  | L. glaucoides + L. schistisagus |
|  |                                 |

|  | L. glaucescens |
|  |                |
|  | L. hyperboreus |
|  |                |

|  | L. thayeri*                     |
|  |                                 |
|  | L. glaucoides + L. schistisagus |
|  |                                 |

|  | L. glaucescens |
|  |                |
|  | L. hyperboreus |
|  |                |

|  | L. thayeri*                     |
|  |                                 |
|  | L. glaucoides + L. schistisagus |
|  |                                 |

|  | L. glaucescens |
|  |                |
|  | L. hyperboreus |
|  |                |

|  | L. thayeri*                     |
|  |                                 |
|  | L. glaucoides + L. schistisagus |
|  |                                 |

|  | L. glaucescens |
|  |                |
|  | L. hyperboreus |
|  |                |

|  | L. thayeri*                     |
|  |                                 |
|  | L. glaucoides + L. schistisagus |
|  |                                 |

|  | L. glaucescens |
|  |                |
|  | L. hyperboreus |
|  |                |

|  | L. thayeri*                     |
|  |                                 |
|  | L. glaucoides + L. schistisagus |
|  |                                 |

|  | L. armenicus                |
|  |                             |
|  | L. marinus + L. michahellis |
|  |                             |

|  | L. glaucescens |
|  |                |
|  | L. hyperboreus |
|  |                |

|  | L. thayeri*                     |
|  |                                 |
|  | L. glaucoides + L. schistisagus |
|  |                                 |

|  | L. glaucescens |
|  |                |
|  | L. hyperboreus |
|  |                |

|  | L. thayeri*                     |
|  |                                 |
|  | L. glaucoides + L. schistisagus |
|  |                                 |

|  | L. glaucescens |
|  |                |
|  | L. hyperboreus |
|  |                |

|  | L. thayeri*                     |
|  |                                 |
|  | L. glaucoides + L. schistisagus |
|  |                                 |

|  | L. glaucescens |
|  |                |
|  | L. hyperboreus |
|  |                |

|  | L. thayeri*                     |
|  |                                 |
|  | L. glaucoides + L. schistisagus |
|  |                                 |

|  | L. glaucescens |
|  |                |
|  | L. hyperboreus |
|  |                |

|  | L. thayeri*                     |
|  |                                 |
|  | L. glaucoides + L. schistisagus |
|  |                                 |

|  | L. glaucescens |
|  |                |
|  | L. hyperboreus |
|  |                |

|  | L. thayeri*                     |
|  |                                 |
|  | L. glaucoides + L. schistisagus |
|  |                                 |

|  | L. glaucescens |
|  |                |
|  | L. hyperboreus |
|  |                |

|  | L. thayeri*                     |
|  |                                 |
|  | L. glaucoides + L. schistisagus |
|  |                                 |

|  | L. glaucescens |
|  |                |
|  | L. hyperboreus |
|  |                |

|  | L. thayeri*                     |
|  |                                 |
|  | L. glaucoides + L. schistisagus |
|  |                                 |

|  | L. glaucescens |
|  |                |
|  | L. hyperboreus |
|  |                |

|  | L. thayeri*                     |
|  |                                 |
|  | L. glaucoides + L. schistisagus |
|  |                                 |

|  | L. glaucescens |
|  |                |
|  | L. hyperboreus |
|  |                |

|  | L. thayeri*                     |
|  |                                 |
|  | L. glaucoides + L. schistisagus |
|  |                                 |

|  | L. glaucescens |
|  |                |
|  | L. hyperboreus |
|  |                |

|  | L. thayeri*                     |
|  |                                 |
|  | L. glaucoides + L. schistisagus |
|  |                                 |

|  | L. glaucescens |
|  |                |
|  | L. hyperboreus |
|  |                |

|  | L. thayeri*                     |
|  |                                 |
|  | L. glaucoides + L. schistisagus |
|  |                                 |

|  | L. glaucescens |
|  |                |
|  | L. hyperboreus |
|  |                |

|  | L. thayeri*                     |
|  |                                 |
|  | L. glaucoides + L. schistisagus |
|  |                                 |

|  | L. glaucescens |
|  |                |
|  | L. hyperboreus |
|  |                |

|  | L. thayeri*                     |
|  |                                 |
|  | L. glaucoides + L. schistisagus |
|  |                                 |

|  | L. glaucescens |
|  |                |
|  | L. hyperboreus |
|  |                |

|  | L. thayeri*                     |
|  |                                 |
|  | L. glaucoides + L. schistisagus |
|  |                                 |

|  | L. glaucescens |
|  |                |
|  | L. hyperboreus |
|  |                |

|  | L. thayeri*                     |
|  |                                 |
|  | L. glaucoides + L. schistisagus |
|  |                                 |

|  | L. glaucescens |
|  |                |
|  | L. hyperboreus |
|  |                |

|  | L. thayeri*                     |
|  |                                 |
|  | L. glaucoides + L. schistisagus |
|  |                                 |

|  | L. glaucescens |
|  |                |
|  | L. hyperboreus |
|  |                |

|  | L. thayeri*                     |
|  |                                 |
|  | L. glaucoides + L. schistisagus |
|  |                                 |

|  | L. glaucescens |
|  |                |
|  | L. hyperboreus |
|  |                |

|  | L. thayeri*                     |
|  |                                 |
|  | L. glaucoides + L. schistisagus |
|  |                                 |

|  | L. glaucescens |
|  |                |
|  | L. hyperboreus |
|  |                |

|  | L. thayeri*                     |
|  |                                 |
|  | L. glaucoides + L. schistisagus |
|  |                                 |

|  | L. glaucescens |
|  |                |
|  | L. hyperboreus |
|  |                |

|  | L. thayeri*                     |
|  |                                 |
|  | L. glaucoides + L. schistisagus |
|  |                                 |

|  | L. glaucescens |
|  |                |
|  | L. hyperboreus |
|  |                |

|  | L. thayeri*                     |
|  |                                 |
|  | L. glaucoides + L. schistisagus |
|  |                                 |

|  | L. glaucescens |
|  |                |
|  | L. hyperboreus |
|  |                |

|  | L. thayeri*                     |
|  |                                 |
|  | L. glaucoides + L. schistisagus |
|  |                                 |

|  | L. glaucescens |
|  |                |
|  | L. hyperboreus |
|  |                |

|  | L. thayeri*                     |
|  |                                 |
|  | L. glaucoides + L. schistisagus |
|  |                                 |

|  | L. glaucescens |
|  |                |
|  | L. hyperboreus |
|  |                |

|  | L. thayeri*                     |
|  |                                 |
|  | L. glaucoides + L. schistisagus |
|  |                                 |

|  | L. glaucescens |
|  |                |
|  | L. hyperboreus |
|  |                |

|  | L. thayeri*                     |
|  |                                 |
|  | L. glaucoides + L. schistisagus |
|  |                                 |

|  | L. glaucescens |
|  |                |
|  | L. hyperboreus |
|  |                |

|  | L. thayeri*                     |
|  |                                 |
|  | L. glaucoides + L. schistisagus |
|  |                                 |

|  | L. glaucescens |
|  |                |
|  | L. hyperboreus |
|  |                |

|  | L. thayeri*                     |
|  |                                 |
|  | L. glaucoides + L. schistisagus |
|  |                                 |

|  | L. glaucescens |
|  |                |
|  | L. hyperboreus |
|  |                |

|  | L. thayeri*                     |
|  |                                 |
|  | L. glaucoides + L. schistisagus |
|  |                                 |

|  | L. glaucescens |
|  |                |
|  | L. hyperboreus |
|  |                |

|  | L. thayeri*                     |
|  |                                 |
|  | L. glaucoides + L. schistisagus |
|  |                                 |

|  | L. glaucescens |
|  |                |
|  | L. hyperboreus |
|  |                |

|  | L. thayeri*                     |
|  |                                 |
|  | L. glaucoides + L. schistisagus |
|  |                                 |

|  | L. glaucescens |
|  |                |
|  | L. hyperboreus |
|  |                |

|  | L. thayeri*                     |
|  |                                 |
|  | L. glaucoides + L. schistisagus |
|  |                                 |

|  | L. armenicus                |
|  |                             |
|  | L. marinus + L. michahellis |
|  |                             |

|  | L. glaucescens |
|  |                |
|  | L. hyperboreus |
|  |                |

|  | L. thayeri*                     |
|  |                                 |
|  | L. glaucoides + L. schistisagus |
|  |                                 |

|  | L. glaucescens |
|  |                |
|  | L. hyperboreus |
|  |                |

|  | L. thayeri*                     |
|  |                                 |
|  | L. glaucoides + L. schistisagus |
|  |                                 |

|  | L. glaucescens |
|  |                |
|  | L. hyperboreus |
|  |                |

|  | L. thayeri*                     |
|  |                                 |
|  | L. glaucoides + L. schistisagus |
|  |                                 |

|  | L. glaucescens |
|  |                |
|  | L. hyperboreus |
|  |                |

|  | L. thayeri*                     |
|  |                                 |
|  | L. glaucoides + L. schistisagus |
|  |                                 |

|  | L. glaucescens |
|  |                |
|  | L. hyperboreus |
|  |                |

|  | L. thayeri*                     |
|  |                                 |
|  | L. glaucoides + L. schistisagus |
|  |                                 |

|  | L. glaucescens |
|  |                |
|  | L. hyperboreus |
|  |                |

|  | L. thayeri*                     |
|  |                                 |
|  | L. glaucoides + L. schistisagus |
|  |                                 |

|  | L. glaucescens |
|  |                |
|  | L. hyperboreus |
|  |                |

|  | L. thayeri*                     |
|  |                                 |
|  | L. glaucoides + L. schistisagus |
|  |                                 |

|  | L. glaucescens |
|  |                |
|  | L. hyperboreus |
|  |                |

|  | L. thayeri*                     |
|  |                                 |
|  | L. glaucoides + L. schistisagus |
|  |                                 |

|  | L. glaucescens |
|  |                |
|  | L. hyperboreus |
|  |                |

|  | L. thayeri*                     |
|  |                                 |
|  | L. glaucoides + L. schistisagus |
|  |                                 |

|  | L. glaucescens |
|  |                |
|  | L. hyperboreus |
|  |                |

|  | L. thayeri*                     |
|  |                                 |
|  | L. glaucoides + L. schistisagus |
|  |                                 |

|  | L. glaucescens |
|  |                |
|  | L. hyperboreus |
|  |                |

|  | L. thayeri*                     |
|  |                                 |
|  | L. glaucoides + L. schistisagus |
|  |                                 |

|  | L. glaucescens |
|  |                |
|  | L. hyperboreus |
|  |                |

|  | L. thayeri*                     |
|  |                                 |
|  | L. glaucoides + L. schistisagus |
|  |                                 |

|  | L. glaucescens |
|  |                |
|  | L. hyperboreus |
|  |                |

|  | L. thayeri*                     |
|  |                                 |
|  | L. glaucoides + L. schistisagus |
|  |                                 |

|  | L. glaucescens |
|  |                |
|  | L. hyperboreus |
|  |                |

|  | L. thayeri*                     |
|  |                                 |
|  | L. glaucoides + L. schistisagus |
|  |                                 |

|  | L. glaucescens |
|  |                |
|  | L. hyperboreus |
|  |                |

|  | L. thayeri*                     |
|  |                                 |
|  | L. glaucoides + L. schistisagus |
|  |                                 |

|  | L. glaucescens |
|  |                |
|  | L. hyperboreus |
|  |                |

|  | L. thayeri*                     |
|  |                                 |
|  | L. glaucoides + L. schistisagus |
|  |                                 |

|  | L. glaucescens |
|  |                |
|  | L. hyperboreus |
|  |                |

|  | L. thayeri*                     |
|  |                                 |
|  | L. glaucoides + L. schistisagus |
|  |                                 |

|  | L. glaucescens |
|  |                |
|  | L. hyperboreus |
|  |                |

|  | L. thayeri*                     |
|  |                                 |
|  | L. glaucoides + L. schistisagus |
|  |                                 |

|  | L. glaucescens |
|  |                |
|  | L. hyperboreus |
|  |                |

|  | L. thayeri*                     |
|  |                                 |
|  | L. glaucoides + L. schistisagus |
|  |                                 |

|  | L. glaucescens |
|  |                |
|  | L. hyperboreus |
|  |                |

|  | L. thayeri*                     |
|  |                                 |
|  | L. glaucoides + L. schistisagus |
|  |                                 |

|  | L. glaucescens |
|  |                |
|  | L. hyperboreus |
|  |                |

|  | L. thayeri*                     |
|  |                                 |
|  | L. glaucoides + L. schistisagus |
|  |                                 |

|  | L. glaucescens |
|  |                |
|  | L. hyperboreus |
|  |                |

|  | L. thayeri*                     |
|  |                                 |
|  | L. glaucoides + L. schistisagus |
|  |                                 |

|  | L. glaucescens |
|  |                |
|  | L. hyperboreus |
|  |                |

|  | L. thayeri*                     |
|  |                                 |
|  | L. glaucoides + L. schistisagus |
|  |                                 |

|  | L. glaucescens |
|  |                |
|  | L. hyperboreus |
|  |                |

|  | L. thayeri*                     |
|  |                                 |
|  | L. glaucoides + L. schistisagus |
|  |                                 |

|  | L. glaucescens |
|  |                |
|  | L. hyperboreus |
|  |                |

|  | L. thayeri*                     |
|  |                                 |
|  | L. glaucoides + L. schistisagus |
|  |                                 |

|  | L. glaucescens |
|  |                |
|  | L. hyperboreus |
|  |                |

|  | L. thayeri*                     |
|  |                                 |
|  | L. glaucoides + L. schistisagus |
|  |                                 |

|  | L. glaucescens |
|  |                |
|  | L. hyperboreus |
|  |                |

|  | L. thayeri*                     |
|  |                                 |
|  | L. glaucoides + L. schistisagus |
|  |                                 |

|  | L. glaucescens |
|  |                |
|  | L. hyperboreus |
|  |                |

|  | L. thayeri*                     |
|  |                                 |
|  | L. glaucoides + L. schistisagus |
|  |                                 |

|  | L. glaucescens |
|  |                |
|  | L. hyperboreus |
|  |                |

|  | L. thayeri*                     |
|  |                                 |
|  | L. glaucoides + L. schistisagus |
|  |                                 |

|  | L. glaucescens |
|  |                |
|  | L. hyperboreus |
|  |                |

|  | L. thayeri*                     |
|  |                                 |
|  | L. glaucoides + L. schistisagus |
|  |                                 |

|  | L. glaucescens |
|  |                |
|  | L. hyperboreus |
|  |                |

|  | L. thayeri*                     |
|  |                                 |
|  | L. glaucoides + L. schistisagus |
|  |                                 |

|  | L. glaucescens |
|  |                |
|  | L. hyperboreus |
|  |                |

|  | L. thayeri*                     |
|  |                                 |
|  | L. glaucoides + L. schistisagus |
|  |                                 |

|  | L. armenicus                |
|  |                             |
|  | L. marinus + L. michahellis |
|  |                             |

|  | L. glaucescens |
|  |                |
|  | L. hyperboreus |
|  |                |

|  | L. thayeri*                     |
|  |                                 |
|  | L. glaucoides + L. schistisagus |
|  |                                 |

|  | L. glaucescens |
|  |                |
|  | L. hyperboreus |
|  |                |

|  | L. thayeri*                     |
|  |                                 |
|  | L. glaucoides + L. schistisagus |
|  |                                 |

|  | L. glaucescens |
|  |                |
|  | L. hyperboreus |
|  |                |

|  | L. thayeri*                     |
|  |                                 |
|  | L. glaucoides + L. schistisagus |
|  |                                 |

|  | L. glaucescens |
|  |                |
|  | L. hyperboreus |
|  |                |

|  | L. thayeri*                     |
|  |                                 |
|  | L. glaucoides + L. schistisagus |
|  |                                 |

|  | L. glaucescens |
|  |                |
|  | L. hyperboreus |
|  |                |

|  | L. thayeri*                     |
|  |                                 |
|  | L. glaucoides + L. schistisagus |
|  |                                 |

|  | L. glaucescens |
|  |                |
|  | L. hyperboreus |
|  |                |

|  | L. thayeri*                     |
|  |                                 |
|  | L. glaucoides + L. schistisagus |
|  |                                 |

|  | L. glaucescens |
|  |                |
|  | L. hyperboreus |
|  |                |

|  | L. thayeri*                     |
|  |                                 |
|  | L. glaucoides + L. schistisagus |
|  |                                 |

|  | L. glaucescens |
|  |                |
|  | L. hyperboreus |
|  |                |

|  | L. thayeri*                     |
|  |                                 |
|  | L. glaucoides + L. schistisagus |
|  |                                 |

|  | L. glaucescens |
|  |                |
|  | L. hyperboreus |
|  |                |

|  | L. thayeri*                     |
|  |                                 |
|  | L. glaucoides + L. schistisagus |
|  |                                 |

|  | L. glaucescens |
|  |                |
|  | L. hyperboreus |
|  |                |

|  | L. thayeri*                     |
|  |                                 |
|  | L. glaucoides + L. schistisagus |
|  |                                 |

|  | L. glaucescens |
|  |                |
|  | L. hyperboreus |
|  |                |

|  | L. thayeri*                     |
|  |                                 |
|  | L. glaucoides + L. schistisagus |
|  |                                 |

|  | L. glaucescens |
|  |                |
|  | L. hyperboreus |
|  |                |

|  | L. thayeri*                     |
|  |                                 |
|  | L. glaucoides + L. schistisagus |
|  |                                 |

|  | L. glaucescens |
|  |                |
|  | L. hyperboreus |
|  |                |

|  | L. thayeri*                     |
|  |                                 |
|  | L. glaucoides + L. schistisagus |
|  |                                 |

|  | L. glaucescens |
|  |                |
|  | L. hyperboreus |
|  |                |

|  | L. thayeri*                     |
|  |                                 |
|  | L. glaucoides + L. schistisagus |
|  |                                 |

|  | L. glaucescens |
|  |                |
|  | L. hyperboreus |
|  |                |

|  | L. thayeri*                     |
|  |                                 |
|  | L. glaucoides + L. schistisagus |
|  |                                 |

|  | L. glaucescens |
|  |                |
|  | L. hyperboreus |
|  |                |

|  | L. thayeri*                     |
|  |                                 |
|  | L. glaucoides + L. schistisagus |
|  |                                 |

|  | L. glaucescens |
|  |                |
|  | L. hyperboreus |
|  |                |

|  | L. thayeri*                     |
|  |                                 |
|  | L. glaucoides + L. schistisagus |
|  |                                 |

|  | L. glaucescens |
|  |                |
|  | L. hyperboreus |
|  |                |

|  | L. thayeri*                     |
|  |                                 |
|  | L. glaucoides + L. schistisagus |
|  |                                 |

|  | L. glaucescens |
|  |                |
|  | L. hyperboreus |
|  |                |

|  | L. thayeri*                     |
|  |                                 |
|  | L. glaucoides + L. schistisagus |
|  |                                 |

|  | L. glaucescens |
|  |                |
|  | L. hyperboreus |
|  |                |

|  | L. thayeri*                     |
|  |                                 |
|  | L. glaucoides + L. schistisagus |
|  |                                 |

|  | L. glaucescens |
|  |                |
|  | L. hyperboreus |
|  |                |

|  | L. thayeri*                     |
|  |                                 |
|  | L. glaucoides + L. schistisagus |
|  |                                 |

|  | L. glaucescens |
|  |                |
|  | L. hyperboreus |
|  |                |

|  | L. thayeri*                     |
|  |                                 |
|  | L. glaucoides + L. schistisagus |
|  |                                 |

|  | L. glaucescens |
|  |                |
|  | L. hyperboreus |
|  |                |

|  | L. thayeri*                     |
|  |                                 |
|  | L. glaucoides + L. schistisagus |
|  |                                 |

|  | L. glaucescens |
|  |                |
|  | L. hyperboreus |
|  |                |

|  | L. thayeri*                     |
|  |                                 |
|  | L. glaucoides + L. schistisagus |
|  |                                 |

|  | L. glaucescens |
|  |                |
|  | L. hyperboreus |
|  |                |

|  | L. thayeri*                     |
|  |                                 |
|  | L. glaucoides + L. schistisagus |
|  |                                 |

|  | L. glaucescens |
|  |                |
|  | L. hyperboreus |
|  |                |

|  | L. thayeri*                     |
|  |                                 |
|  | L. glaucoides + L. schistisagus |
|  |                                 |

|  | L. glaucescens |
|  |                |
|  | L. hyperboreus |
|  |                |

|  | L. thayeri*                     |
|  |                                 |
|  | L. glaucoides + L. schistisagus |
|  |                                 |

|  | L. glaucescens |
|  |                |
|  | L. hyperboreus |
|  |                |

|  | L. thayeri*                     |
|  |                                 |
|  | L. glaucoides + L. schistisagus |
|  |                                 |

|  | L. glaucescens |
|  |                |
|  | L. hyperboreus |
|  |                |

|  | L. thayeri*                     |
|  |                                 |
|  | L. glaucoides + L. schistisagus |
|  |                                 |

|  | L. glaucescens |
|  |                |
|  | L. hyperboreus |
|  |                |

|  | L. thayeri*                     |
|  |                                 |
|  | L. glaucoides + L. schistisagus |
|  |                                 |

|  | L. glaucescens |
|  |                |
|  | L. hyperboreus |
|  |                |

|  | L. thayeri*                     |
|  |                                 |
|  | L. glaucoides + L. schistisagus |
|  |                                 |

|  | L. glaucescens |
|  |                |
|  | L. hyperboreus |
|  |                |

|  | L. thayeri*                     |
|  |                                 |
|  | L. glaucoides + L. schistisagus |
|  |                                 |

* Obecny w kladogramie gatunek mewy, L. thayeri (ang. Thayer's gull) to takson obecnie uznawany za podgatunek mewy polarnej (L. glaucoides), przez HBW była uznawana za odrębny gatunek.

## Występowanie, siedlisko i migracje

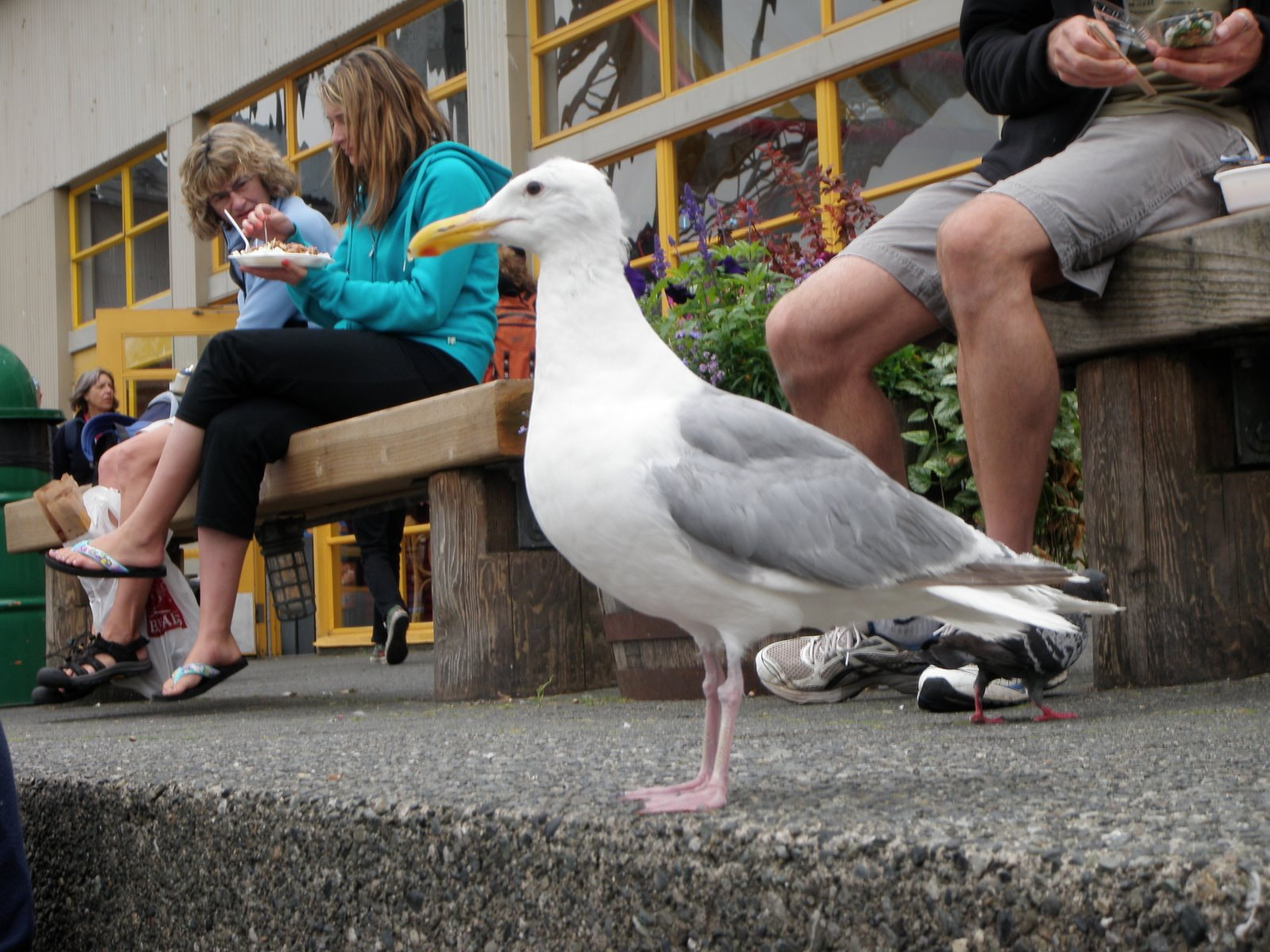
Mewa lodowa to typowy synantrop

Mewa ta naturalnie występuje na obszarze północnego Pacyfiku, między Ameryką Północną a Azją; na Aleutach, Wyspach Pribyłowa, także na południu Morza Beringa i na wybrzeżach Azji. Najbardziej liczna jest jednak w Ameryce Północnej, gdzie występuje od Alaski po Kalifornię (Baja California); widywana także na Hawajach. Zamieszkuje przede wszystkim plaże, łąki, laguny, jeziorka przybrzeżne, estuaria, zatoki, lata także nad otwartym morzem. Rozmnaża się na półkach skalnych, na wyspach daleko oddalonych od stałych lądów oraz w miastach np. parkach. Podobnie jak inne mewy jest to gatunek synantropijny, nie przeszkadza mu towarzystwo człowieka. Z tego towarzystwa także korzysta – w poszukiwaniu pokarmu lata za statkami rybackimi. 
Gatunek przeważnie osiadły, niektóre ptaki migrują na południe. Osobniki żyjące np. nad Morzem Beringa spędzają zimę, latając nad północnym Pacyfikiem. Osobniki pierwszoroczne lecą na zimowiska 2000 km od miejsca urodzenia, przylatując do np. Baja California. Zabłąkane osobniki migrują niekiedy dalej, wyjątkowo zalatują do zachodniej Palearktyki (w tym Europy), gdzie do stycznia 2022 roku odnotowano 10 stwierdzeń; potwierdzone obserwacje pochodzą m.in. z Maroka (ze stycznia 1995 roku), Wielkiej Brytanii (z grudnia 2006 i wiosny 2007 – ten sam osobnik, grudnia 2008/stycznia 2009 oraz marca 2017) czy Norwegii (lipiec 2011, maj 2020, styczeń 2022). Zanotowano także osobniki przylatujące do Chin.

## Morfologia

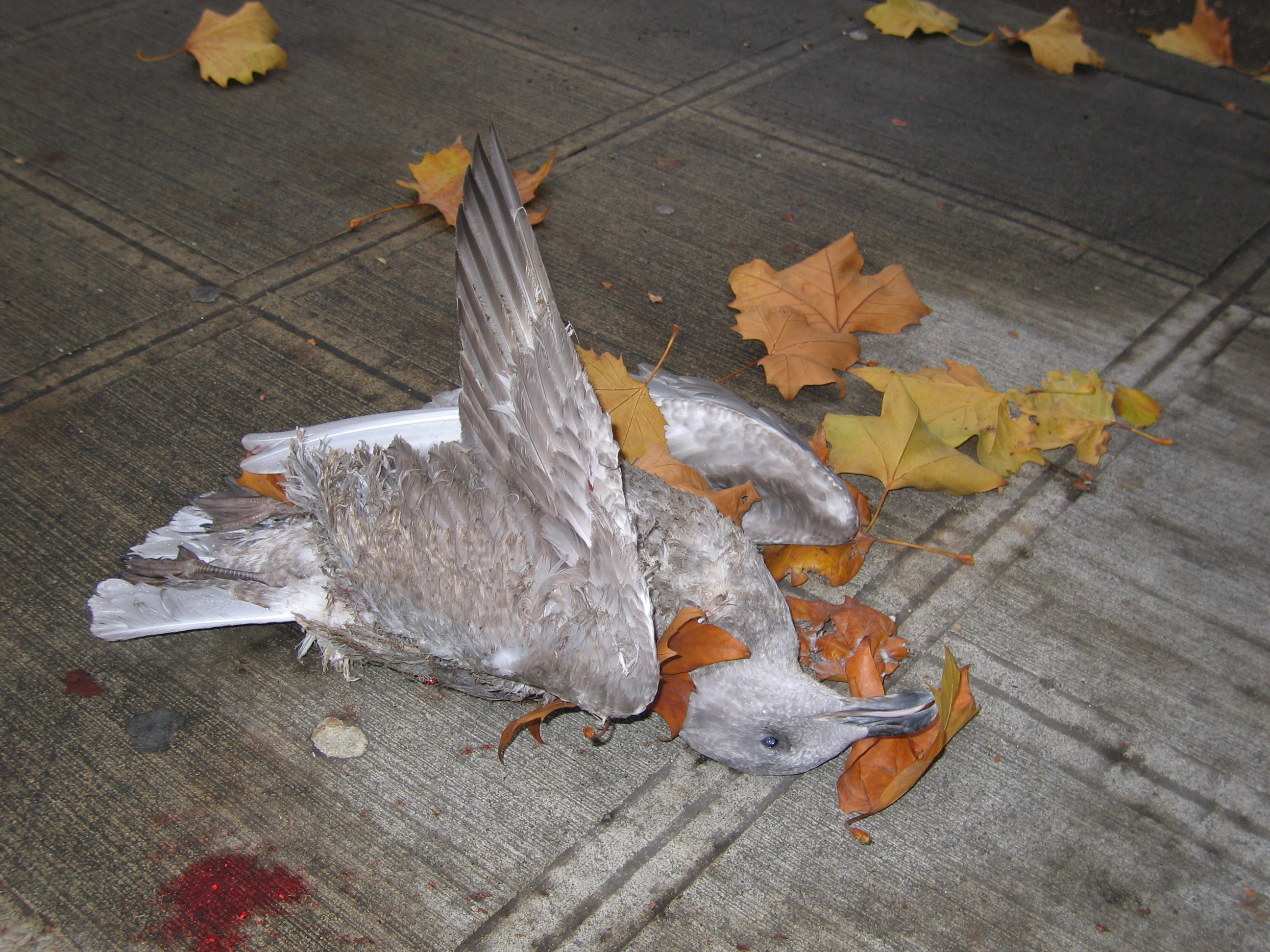
Oznaczanie ptaków umożliwia rozpoznanie wieku ptaka, który już padł. Tu: osobnik młodociany

Jest to dość duża, krępa mewa, nieodróżniająca się wyraźnie od innych gatunków. Osiąga 61–68 cm długości ciała oraz 132–137 cm rozpiętości skrzydeł. Masa ciała 900–1250 g. Samce przeciętnie są większe i cięższe od samic. Skrzydła jasnoszare, lotki z białymi obrzeżeniami. Reszta upierzenia biała. Dziób żółtawy z czerwoną kropką na żuchwie. Nogi jednolicie różowe. Ptaki odbywają pierzenie jesienne między październikiem a marcem, przy czym niektóre osobniki często szybciej się pierzą niż te drugie. W szacie zimowej ptaki mają ciemne (przeważnie brązowe) oznaczenia na ciele, głównie w okolicach piersi, szyi i głowy. Nie występuje u tego gatunku dymorfizm płciowy w upierzeniu, jednak możliwe jest odróżnienie starszych i młodszych osobników (tzw. dymorfizm wiekowy). Młode ptaki całe płowobrązowe, z ciemnym (mocno-czarnym) dziobem i z plamkami (dotyczy to także osobników 1. zimowych). 2. zimowe ptaki są białawe z mniejszą liczbą płowych akcentów i mają czarne dzioby. Osobniki 3 zimowe są nieco podobne do osobników juwenalnych i dorosłych: mają płowe końce skrzydeł, lecz mają siwe pokrywy i czarne dzioby, są białe z małymi akcentami brązowych plam. Młode uzyskują upierzenie dorosłego osobnika w wieku 4 lat.
Wymiary (mm) mew lodowych z Ameryki Północnej, w tym z Waszyngtonu, przedstawia poniższa tabelka:
| Badane części ciała | Waszyngton                           | Ameryka Północna                      |
| ------------------- | ------------------------------------ | ------------------------------------- |
| Długość dzioba      | Samice 57 (n=6) Samce 63,3 (n=5)     | Samice 54,2 (n=2) Samce 58,3 (n=10)   |
| Długość skrzydła    | Samice 392 (n=6) Samce 405,5 (n=5)   | Samice 413,5 (n=2) Samce 437,6 (n=10) |
| Długość ogona       | Samice 153,3 (n=4) Samce 171,6 (n=5) | Samice 174,2 (n=2) Samce 180,6 (n=10) |
| Długość skoku       | Samice 67 (n=6) Samce 67,3 (n=5)     | Samice 62,2 (n=2) Samce 65,9 (n=10)   |
| Najdłuższy palec    | Brak danych                          | Samice 58 (n=2) Samce 62,2 (n=10)     |

### Długość życia
Dziki osobnik L. glaucescens regularnie pojawiał się na podwórku pewnego małżeństwa w Victorii w Kolumbii Brytyjskiej przez 22 lata. Ptak ten nie był zaobrączkowany, ale rozpoznawano go po przerwanej błonie pławnej między drugim a trzecim palcem. Szacuje się, że osobnik ten żył co najmniej 25 lat i 6 miesięcy, pobijając rekord długowieczności swego gatunku. Wcześniej szacowano, że długość życia L. glaucescens rzadko przekracza 15 lat (Verbeek, 1993), zaś spodziewaną dalszą długość życia ptaka, który osiągnął już dojrzałość płciową, oceniano na 9,5 roku (Vermeer, 1963). W 2006 roku D. Dean znalazł martwą zaobrączkowaną mewę lodową na wyspie Vancouver; osobnik ten został zaobrączkowany jako około 2-tygodniowe pisklę, a jego obliczony wiek wyniósł 37 lat, 2 miesiące i 11 dni. Ta obserwacja oznacza, że mewa lodowa jest jednym z najbardziej długowiecznych gatunków północnoamerykańskiej awifauny.

### Określanie wieku i pierzenie
Pierwsze pierzenie, jakie odbywają wszystkie mewy to tzw. pierzenie postjuwenalne, które u większości gatunków następuje wkrótce po uzyskaniu zdolności do lotu: następuje wymiana tylko juwenalnych piór głowy i tułowia, co daje 1. szatę zimową. W każdym kolejnym roku po tym, w którym się wykluła, każda mewa przechodzi pierzenie wiosenne (w którym ptak wymienia pióra głowy i tułowia) oraz jesienne (w którym wymienia całe upierzenie). Pierzenie częściowe zajmuje 1 do 2 miesięcy, a p. jesienne zwykle 3 lub 4 miesiące. U każdej mewy młodocianej każde pierzenie zbliża się do wyglądu dorosłego osobnika. U dorosłych egzemplarzy pierzenie wiosenne daje szatę letnią (ad. god.), a jesienne szatę zimową (ad. spocz.). Sterówki i lotki zachowują się przez cały rok, więc latem mogą być już zniszczone, spłowiałe i starte w porównaniu z ptakami 1. letnimi.
U większych mew, w szatach imm. występuje wielkie zróżnicowanie indywidualne, więc często trudno ocenić wiek obserwowanych ptaków. Często „zaawansowany” 2. roczny osobnik może wyglądać jak opóźniony w pierzeniu 3 letni egzemplarz. Dlatego ornitolodzy określają takie osobniki jako „typ drugoroczny” i „typ trzecioroczny”.

## Ekologia

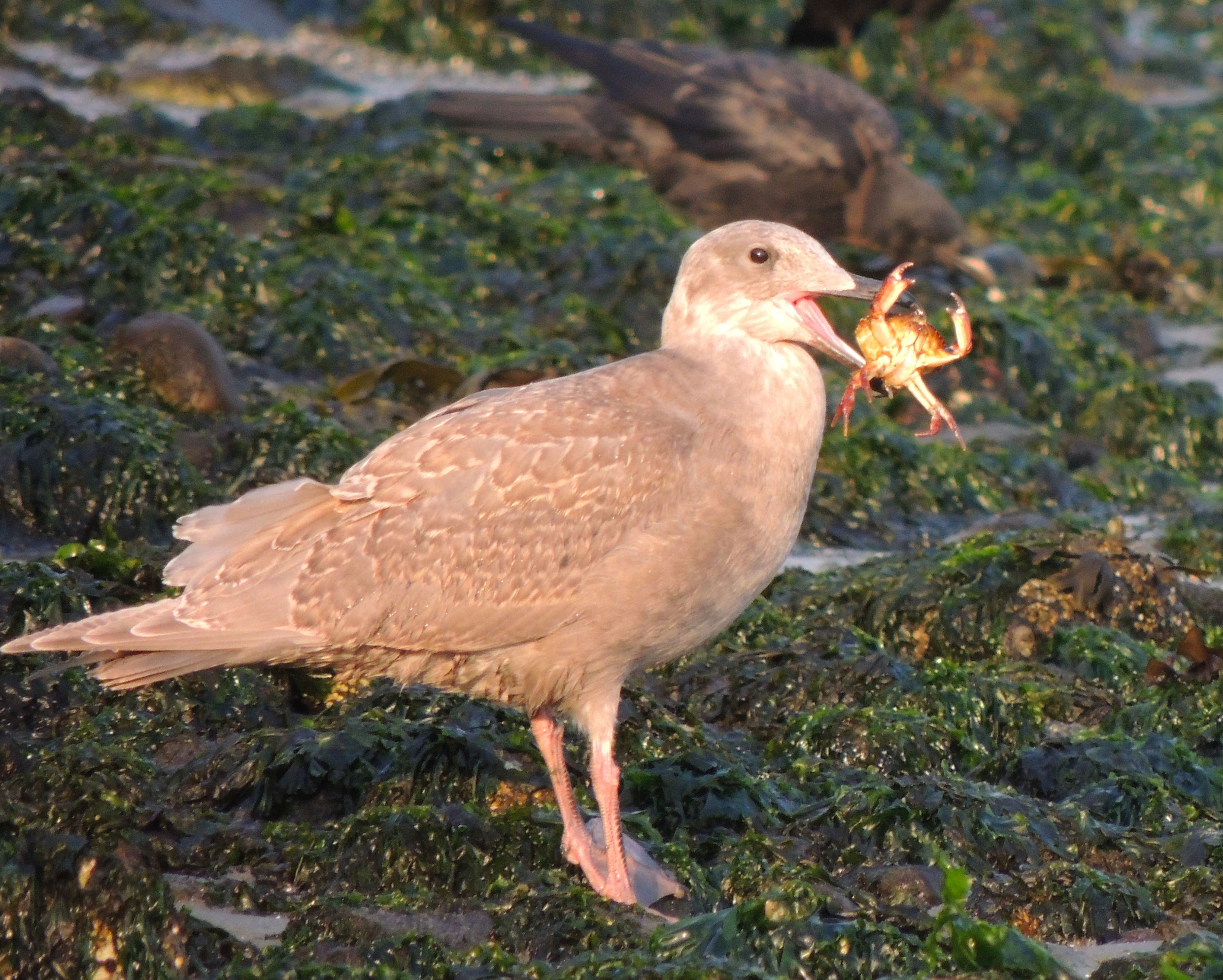
Młodociany osobnik jedzący kraba

### Tryb życia i zachowanie
Na terenach lęgowych gniazduje kolonijnie, ale wykazuje terytorializm i często dochodzi do sprzeczek między dorosłymi osobnikami, zazwyczaj samcami. Poza sezonem lęgowym łączy się w stada, często także z innymi gatunkami mew. Pisklęta za pomocą głosu proszą rodziców o pokarm. Na dziobie rodzica znajduje się czerwona plamka, która stymuluje młode do dziobania, co według Verbecka oraz Godfreya ma to jakoby powodować zwracanie pokarmu przez osobniki rodzicielskie. Głos podobny do mew srebrzystych.

### Odżywianie się
Wszystkożerna; odżywia się w szczególności rybami, małżami (Bivalvia), rozgwiazdami (Asteroidea), jeżowcami (Echinoidea), podrobami, padliną i odpadkami pozostałymi po człowieku. W sezonie lęgowym w jej diecie dominują ryby oraz bezkręgowce. Ptaki występujące na Cape Thompson (Alaska) zwykle plądrują gniazda nurzyków (Uria), natomiast na zachodnim wybrzeżu Vancouver pożywiają się wąsonogiem Pollicipes polymerus. Podczas karmienia piskląt ptaki łapią drobne ryby z rodziny dobijakowatych (Ammodytidae, gatunek Ammodytes hexapterus), śledzie oceaniczne (Clupea harengus) i makreloszowate (Scomberesocidae, gatunek Colalabis saira). Chętnie także zjada łososie (Salmonidae) pozostawione przez niedźwiedzie brunatne (Ursus arctos) lub te, które padły po udanym tarle. Wykazuje zachowania kanibalistyczne i kleptopasożytnicze (kradnie zdobycz innym ptakom). W poszukiwaniu odpadków i padliny na wysypiskach śmieci potrafi przelecieć ponad 64 km. Te inteligentne ptaki nauczyły się radzić z muszlami małży; zrzucają je z wysokości na skały.
Ornitolodzy przeprowadzili badania nad tymi ptakami w latach 2007–2010. W 12,2% przypadków w żołądkach mew lodowych znajdowały się tworzywa sztuczne, w tym niebezpiecznymi folie. Znajdywano także rozmaity pokarm roślinny w 91% przypadków.

### Pierwiastki chemiczne w piórach i jajach
Jaja mew lodowych miały najniższy poziom kadmu, ołowiu i rtęci, a pióra dorosłych miały najniższy poziom selenu. Porównując tylko osobniki dorosłe i młode, dorosłe ptaki miały wyższy poziom kadmu, chromu, ołowiu i rtęci, a pisklęta miały wyższy poziom arsenu, manganu i selenu. Było kilka stałych różnic między wyspami, chociaż poziomy rtęci w jajach i piórach mew na Amczitce były generalnie niższe w porównaniu z innymi wyspami. Arsen był wyższy zarówno u dorosłych osobników (w piórach), jak i jajach z Amczitki w porównaniu z Adak, a chrom i ołów były wyższe w piórach dorosłych mew i ich jajach z Adak w porównaniu z wyspą Amczitka. Poziomy rtęci i arsenu oraz chromu i manganu były istotnie skorelowane w piórach zarówno dorosłych, jak i młodych mew. Pióra samców miały znacznie wyższy poziom chromu i manganu niż samice.

## Lęgi
Lęgi odbywa na wyspach oddalonych od stałego lądu np. na Alasce. Kolonie tych ptaków składają się często z powyżej 1500 osobników. Gniazduje także pojedynczo na dachach budynków, co zmniejsza prawdopodobieństwo drapieżnictwa wewnętrznogatunkowego i zewnętrznogatunkowego. Okres lęgowy przypada na wiosnę (marzec) i wczesne lato. Pary są sobie wierne (zachowania monogamiczne) w 95% przypadków. Kopulacja par odbywa się w nocy (do tej pory za jedynego nocnego przedstawiciela rodziny Laridae uznawano mewę widłosterną, Creagrus furcatus), co jest raczej sprzeczne z aktywnością dzienną mew i innych ptaków morskich. Mewy często śpią w dzień, jak i w nocy, mają energię i czas na gody. Najbardziej prawdopodobną zaletą tego jest zwiększona możliwość zapłodnienia. Ptaki często mają terytoria liczące 5–20 m².

### Gniazdo i pisklęta
L. glaucescens ma słabą nieśność. Ptaki angażują się w budowę gniazd. Gniazdo to typowy dołek w ziemi, wyściełany roślinami np. trawą oraz także innymi tworzywami. Po godach samica składa zwykle 2–3 jaja koloru jasnooliwkowobrązowego z ciemnymi plamkami. Inkubacją zajmują się oba ptaki z pary przez 26–28 dni. Pisklęta są małe, puchate, szarobrązowo ubarwione (z żółtawym odcieniem na spodzie ciała) z gęstym czarniawym plamkowaniem. Ich karmieniem zajmują się oboje rodzice. Młode są w pełni opierzone po około 45 dniach od wyklucia. Upierzenie dorosłego osobnika uzyskują w wieku 4 lat.
W zależności od dostępności pokarmu mewy lodowe składają mniej lub więcej jaj, dodatkowo jaja mogą być większe, jak i mniejsze. Louise K. Blight przeprowadziła badania nad tymi ptakami i udowodniła, że średnica jaj mew lodowych w zależności od obfitości ryb może się zmniejszyć. Średnia nieśność mew lodowych w ciągu 48 lat zmniejszyła się z 2,82 (1962) do 2,25 (2009). Również Edward Kroc w 2015 roku przeprowadził badania nad 102 parami tych ptaków w Vancouver i zaobserwował podobne zjawisko, potwierdzając hipotezę Blight.

### Zagrożenia dla piskląt
Zagrożeniem dla piskląt są inne ptaki, a zwłaszcza bielik amerykański (Haliaeetus leucocephalus). Bielik amerykański chwyta zarówno młode, jak i dorosłe mewy lodowe. 
Zagrożeniem dla gniazdujących par są także inne mewy lodowe. Sąsiednie pary często ze sobą rywalizują (mewy lodowe to ptaki bardzo terytorialne), co często kończy się utratą i śmiercią połowy lęgu, często po stronach obu par. 45% piskląt ginie wtedy szczególnie we wczesnych stadiach rozwoju.

### Mieszańce z innymi mewami
Naukowcy zbadali introny, regiony kontrolne oraz DNA mitochondrialne (mtDNA) u 7 gatunków mew, w tym L. glaucescens. Populacje pogrupowano na północne i południowe. Wyróżniono 2 haplotypy i przynajmniej 2 grupy alleli, ale żadna z nich nie występowała u osobników wyłącznie jednego gatunku. Populacje północne były gorzej wyodrębnione. Skłonność do hybrydyzacji, a także ich krótka historia ewolucyjna prawdopodobnie odegrały dużą rolę w zaobserwowanej strukturze genetycznej.
Klasyczny mieszaniec to np. mewa lodowa z mewą bladą (L. hyperboreus), popielatą (L. smitschonianus) i zachodnią (L. occidentalis). Mieszaniec mewy lodowej z zachodnią występuje częściej na obszarach występowania tej drugiej (Kalifornia), nazywany jest z angielskiego Olympic Gull lub Western Glaucouswinged. Natomiast mieszaniec międzygatunkowy mewy popielatej i lodowej to Cook Inlet Gull.

## Status
Międzynarodowa Unia Ochrony Przyrody (IUCN) uznaje mewę lodową za gatunek najmniejszej troski (LC – Least Concern). W 2006 roku liczebność światowej populacji szacowano na co najmniej ok. 570 000 osobników; liczebność rosyjskiej populacji, według szacunków z 2009 roku, mieści się w przedziale ok. 100–10 000 par lęgowych. BirdLife International uznaje trend liczebności za wzrostowy ze względu na brak istotnych zagrożeń i sprzyjające warunki w miastach. Populacja wzrosła przez 50 lat nawet trzykrotnie, dzięki wykorzystywaniu sąsiedztwa człowieka. Odpady wyrzucane przez ludzi są dobrym pokarmem dla mew lodowych.
Gatunek ten jest prawnie chroniony dzięki ustawie Migratory Bird Treaty Act of 1918.